# 大成古墳
大成古墳（おおなりこふん）は島根県安来市に所在する古墳時代前期の方墳。同時期の方墳としては、同じ荒島墳墓群に所属する造山1号墳と並んで全国最大級の規模をもつ。「荒島古墳群」の一部として国の史跡に指定されている。

## 概要
安来平野西側の一帯には弥生時代後期から奈良時代にかけて墳墓が継続的に築造され、荒島墳墓群と呼ばれている。そこでは弥生時代後期から終末期に四隅突出型墳丘墓が築造された後、古墳時代前期には大型方墳が造られる。
大成古墳は東西約60メートル、南北約44メートルの方墳で、荒島墳墓群の古墳のなかで最も古い様相を示している。出土品に三角縁神獣鏡、素環頭大刀などがあり、出雲地方の代表的な前期古墳として知られてきた。1999年、国史跡「荒島古墳群」に追加指定された。

## 調査歴
大成古墳は1911年（明治44年）6月28日、大雨によって石室が陥没したことにより発見された。同年7月には島根県から宮内省に報告があり、これまでの間に石室床下にまで及ぶ発掘がおこなわれている。石倉暉栄が梅原末治に情報を送り、梅原が論文で紹介したことによって大成古墳は考古学界に知られることとなった。この時の紹介では、葺石のある方墳であることは押さえられているものの、石倉が大成古墳の埋葬施設を横穴式石室であると誤認していたり、近隣に所在する仏山古墳の遺物が大成古墳の遺物に混じって紹介されていたりするという問題があった。
このように混乱してしまっていた大成古墳の位置付けは、戦後に山本清によって正されることとなった。山本は改めて大成古墳の埋葬施設は竪穴式石槨であることを明示し、大成古墳の遺物として紹介される中に仏山古墳の遺物が混在していることを明らかにした。古墳の規模については石倉が歩測した数値が使用され続けていたが、1970年代末に前島己基が「列石の基底部で東西辺65メートル、南北辺44メートルを測り、高さは4メートルあまり」とする観察結果を報告している。その語、出雲考古学研究会によって初めて大成古墳の測量図が作成され、後世の加工が認められるが現状で1辺約45メートル、高さ約6メートルであることが確認された。
1990年代にいたり、全5次の発掘調査がおこなわれた。第1次調査は本村豪章を代表とする科研費プロジェクトとして1991年3月に実施され、すでに埋まってしまっていた石槨の正確な位置と方位、石槨構造や石槨を納めるための墓壙の様相を確認するなど大きな成果を上げたものの、日程的な事情などから調査は中途半端に終わってしまった。第2次調査も同じ科研費プロジェクトで同年8月に実施され、石槨から続く排水施設の出口を南側で確認した。これらの調査にあたって、地形測量や各種遺物等の自然科学的検討も進められた。第3次調査は安来市による「荒島古墳群発掘調査事業」の一環として島根大学の協力によって1995年3月に実施され、墳丘の西端と南端の位置を確認したことによって古墳の本来の形状がかなり明らかになった。第4次調査は再び安来市によって1997年3月に実施され、石槨を納める墓壙の規模・形態を明らかにした。第5次調査も同様に安来市によって同年6月から10月に実施され、石槨内の遺物の回収や石槨の構築過程の確認などがおこなわれた。発掘調査のほかに1996年8月には地中レーダー探査もおこなわれている。

## 遺構

### 墳丘
方墳である。東部が開墾によって大きく破壊を受けているほか、西部についても特に北寄りに大きく削平されていることが発掘調査によって明らかになった。北辺が南辺よりも大きくなるように造られており、西辺と南辺は直交するが北辺は直交しない。また、斜面同士の接する部分には緩斜面をもつ。特に東部の破壊がいちじるしく、本来の規模は不明だが、竪穴式石槨の位置から東西約60メートルの規模であった可能性があるとされる。南北の規模は約44メートルと想定される。高さは現状で約6.5メートルである。墳丘が残存している北部と南部では葺石が遺存していた。段築は確認されていない。復元される西部の墳端ラインの方向は石槨の主軸方向とかなり近く、約5度のずれである。
墳丘南部では、墳裾の外に幅1.5メートルのテラスがあり、その外側に古墳の南端を区画する溝が掘られた。溝の底には玉砂利が確認されている。

### 内部施設
長さ7.5メートル、幅1.0-1.2メートル、高さ1.0-1.1メートルの竪穴式石槨を有する。北側から槨底を抜けて墳丘南部に伸びる排水施設が存在する。この排水施設は造山1・3号墳のものと強い共通性をもつ一方で他地域のものとは異なる独特の構造を持っている。棺は残存していなかったが、棺床粘土の遺存状況から「舟形もしくは割竹形の木棺」であったと考えられている。側壁には幅30-60センチメートルの平石を11-13段に積み上げている。ただし石同士が接することはなく、レンガ積みのモルタルのように、石積みの間に粘土を充填している。
石槨は長軸約16メートル、短軸約11メートル、深さ約2メートルの墓壙の中に構築されている。墓壙を埋め戻した後に直径40センチメートルほどの木柱が建てられている。また、石槨の東西両側に別の埋葬施設（東：粘土槨、西：板石を用いたもの）と思われる遺構が存在する。

## 遺物
三角縁神獣鏡
現状で直径23.8-24.0センチメートル。小型の縁をもつ唐草文帯二神二獣鏡である。この鏡は普段寺1号墳鏡、阿為神社蔵鏡、石切劔箭神社蔵鏡の同型鏡である。鋳造された順序は、普段寺1号墳鏡→阿為神社蔵鏡→大成古墳鏡とされている。普段寺1号墳鏡に存在した銘文が阿為神社蔵鏡・大成古墳鏡ではわざわざ消されて銅鐸に用いられてきた斜格子文に変えられていることから、森浩一は古墳時代前期に文字の内容が理解されていた可能性、弥生時代の銅鐸鋳造の系譜が古墳時代の銅鏡鋳造に繋がっている可能性を指摘している。
素環頭大刀
残存長88.0センチメートル、柄部長23.8センチメートル、刀身部長62.3センチメートル、素環頭部長径7.3センチメートル、柄口長1.7センチメートル、鞘口長1.9センチメートル。木質がよく残存しており、外装の構造がわかる資料として貴重である。当時は漢式の吞口式環刀が一般的でなく、大成古墳刀は舶載品であるが外装を日本列島で伝統的な合口式外装に改造している。
土器
石槨上方、土器溜り、柱穴内で、壺・鼓形器台・高坏・低脚坏が出土した。とくに石槨上方では壺が、土器溜りでは鼓形器台が多く出土している。墳丘北斜面からは円筒器台形土器と思われる破片が出土している。1911年に石室内から出土した土器として、小形丸底坩・低脚坏がある。
その他
- 「朱粉」[8]。
- 「不明鉄製品」[51]。
- 「木片が60片ほど」[52]。
- 「大刀2、剣3」[53]。
- 「川原石2、瑪瑙片1、板石片1、白色石材片1」[53]。

## 歴史的意義
銅鏡や土器の型式学的研究によって、大成古墳の時期は古墳時代前期中葉ごろに位置づけられ、荒島墳墓群中で最初の古墳であることが分かっている。1辺約60メートルの大成古墳や造山1号墳は、古墳時代前期における日本列島最大級の方墳であった。ただし平地からの眺望を意識した、大きく見せようとする造りをしている。竪穴式石槨の規模も出雲地方で最大であり、列島全体で見てもかなり大型である。
荒島墳墓群では弥生時代後期に四隅突出型墳丘墓が築造された後、古墳時代前期に大成古墳や造山1号墳などの大型方墳が築造される。大型方墳の位置付けについて、四隅突出型墳丘墓との連続性を重視する立場と断絶性を重視する立場がある。岩本崇は墳墓の象徴性に着目し、時期的な断絶を認めたうえで大型方墳の築造に四隅突出型墳丘墓の「再生」の意図があったものとしている。
また方墳という形状について、弥生時代以来の地域の伝統を引き継いだと考える立場と、前方後円墳体制下において当地の勢力が方墳の築造しか許されなかったと考える立場がある。

## 指定文化財
国史跡
- 荒島古墳群 - 1936年12月16日指定、1999年7月13日追加指定[61][62]
指定基準：一．貝塚、集落跡、古墳その他この類の遺跡[61]